# Flavio Giupponi
Flavio Giupponi est un coureur cycliste italien, né le 9 mai 1964 à Bergame. Il est professionnel de 1985 à 1994.

## Palmarès et résultats

### Palmarès amateur
- 1982
  -  Champion d'Italie du contre-la-montre par équipes juniors
- 1983
  - Rho-Baveno-Levo
- 1984
  - Classement général de la Semaine cycliste bergamasque
  - Cronoscalata Gardone Val Trompia-Prati di Caregno
  - Turin-Valtournenche
  - Classement général du Tour de la Vallée d'Aoste
  - 2e du Gran Premio Capodarco
- 1985
  - Tour des régions italiennes :
    - Classement général
    - 2eb étape

### Palmarès professionnel
- 1986
  - 3e étape du Tour d'Italie (contre-la-montre par équipes)
  - 6e du Tour de Lombardie
- 1987
  - 2e de Milan-Turin
  - 5e du Tour d'Italie
  - 8e du Tour de Lombardie
- 1988
  - 3ea étape du Tour de Catalogne (contre-la-montre par équipes)
  - 4e du Tour d'Italie
- 1989
  - 14e étape du Tour d'Italie
  - 2e du Tour d'Italie
- 1990
  - Tour des Apennins
  - 3e du championnat d´Italie sur route
  - 3e du Grand Prix de la ville de Camaiore
- 1994
  - 8e du Tour de Suisse

### Résultats sur les grands tours

#### Tour de France
1 participation
- 1990 : abandon (14e étape)

#### Tour d'Italie
9 participations
- 1986 : 43e, vainqueur de la 3e étape (contre-la-montre par équipes)
- 1987 : 5e
- 1988 : 4e
- 1989 : 2e, vainqueur de la 14e étape
- 1990 : 17e
- 1991 : abandon (17e étape)
- 1992 : 14e
- 1993 : 11e
- 1994 : 17e

#### Tour d'Espagne
5 participations
- 1989 : abandon (18e étape)
- 1991 : abandon (20e étape)
- 1992 : 101e
- 1993 : abandon (14e étape)
- 1994 : abandon (17e étape)